# Anton Schrafl

Anton Schrafl als Mitglied des Corps Tigurinia Zürich

Anton (Antonio) Schrafl (* 19. Januar 1873 in Lugano; † 3. Januar 1945 in Bern) war ein Schweizer Ingenieur und Generaldirektor der Schweizerischen Bundesbahnen (SBB). 

## Leben

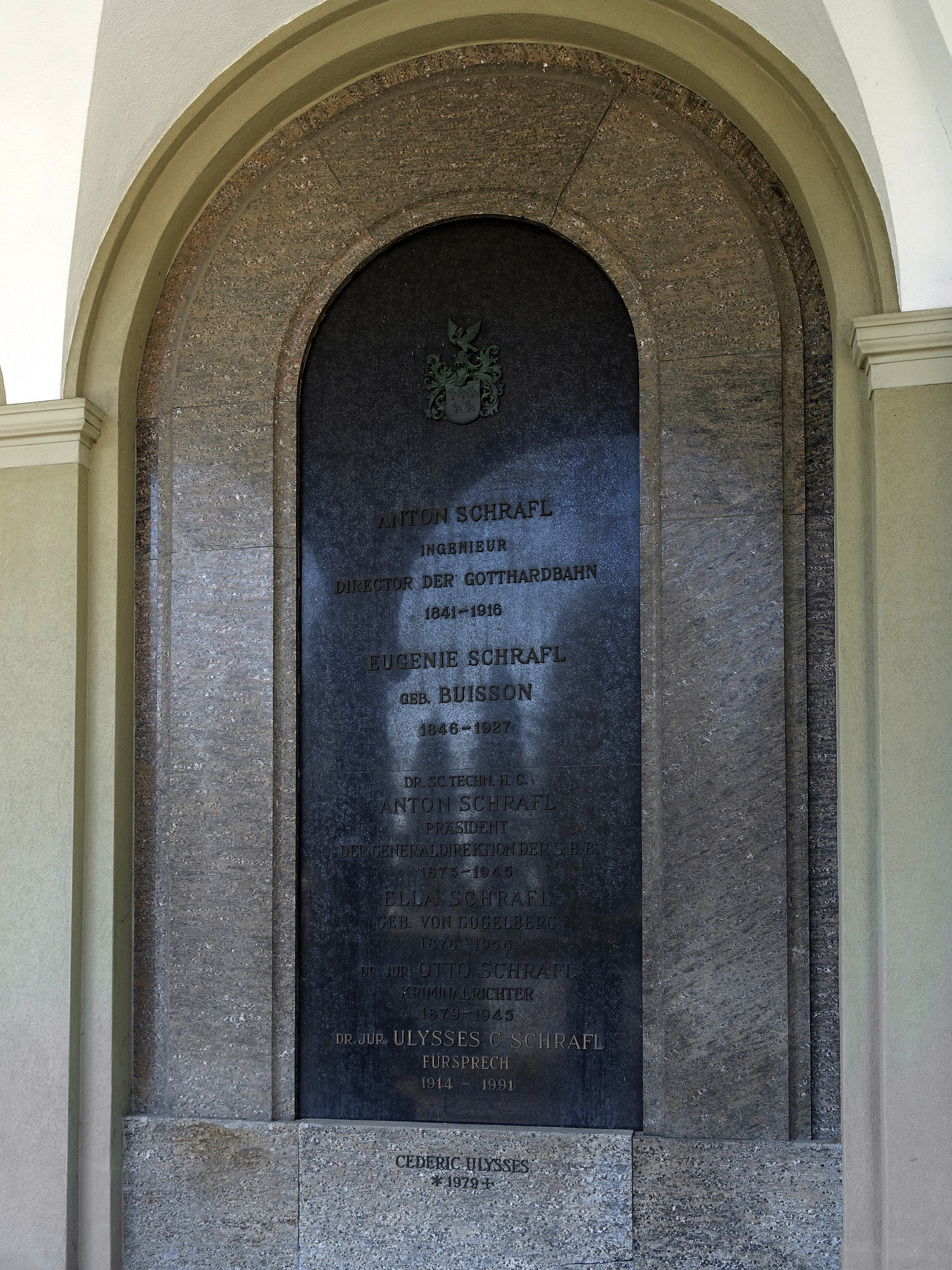
Familien Grab, Friedhof Friedental

Anton Schrafl wurde in Lugano als Sohn des aus Tirol stammenden Eisenbahningenieurs und späteren Ehrenbürgers von Bellinzona Antonio Schrafl (1841–1916) geboren. Der Vater wurde 1888 in der Schweiz naturalisiert und leitete 1902 bis 1909 als Direktor die Gotthardbahn-Gesellschaft.
Schrafl jun. studierte Bauingenieurwesen am Polytechnikum in Zürich. Hier schloss er sich 1893 dem Corps Tigurinia an. 1896 legte er sein Diplom-Examen ab. 1896 bis 1898 war er bei der Baudirektion des Kantons Zürich und im Ingenieurbüro U. Bosshard in Zürich tätig. 1898 wurde er Bauführer der Neubaustrecke Reichenau-Ilanz, 1902 Adjunkt des Oberingenieurs der Gotthardbahn. Im Zuge der Verstaatlichung der Gotthardbahn wurde er Stellvertreter des Oberingenieurs des Kreises V und 1911 Direktionsmitglied von Kreis V der Schweizerischen Bundesbahnen (SBB). 1921/22 fungierte er als Kreisdirektor. 1922 wurde Schrafl Mitglied der Generaldirektion und 1926 Präsident der SBB. 1938 trat er von diesem Amt zurück und leitete 1938 bis 1943 als Direktor das Zentralamt für internationale Eisenbahnbeförderung in Bern. Seine letzte Ruhestätte fand er auf dem Friedhof Friedental.

## Auszeichnungen
Das Polytechnikum in Zürich (Eidgenössische Technische Hochschule) verlieh ihm 1926 die Ehrendoktorwürde als Dr. sc. techn. h.c.